# Kinkajou
Potos flavus
Genre
Espèce
Synonymes
- Arcotecus potto[1]
- Cercoleptes caudivolvulus (Husson 1978)[1]
- Lemur flavus (Kays and Gittleman 1995)[2]

Statut de conservation UICN

 LC  : Préoccupation mineure
Le Kinkajou (Potos flavus) est une espèce de mammifères arboricoles et nocturnes de la forêt humide des Guyanes, de l'Amazonie, des Andes et de l'Amérique centrale.
Animal étrange même pour les autochtones, le Kinkajou est longtemps resté inclassable. Très lointain parent, de même que le coati, du raton laveur et plus encore du panda roux, il a mis à rude épreuve les naturalistes élaborant une nomenclature scientifique et reste une curiosité biologique parmi les carnivores non carnassiers, tant par sa physiologie, qui le fait ressembler à un primate élastique[pas clair], que par son comportement, en particulier son langage sifflé et sa polyandrie, liée à une transmission patrilinéaire des territoires. De multiples mythes témoignent de la fascination qu'il a toujours exercée et qui ne laisse pas d'interroger les rapports entre l'homme et la Nature. Aujourd'hui plus précisément, le Kinkajou reste emblématique des questions de la pérennité des milieux tropicaux et du risque sanitaire associé aux animaux exotiques.

## Dénominations
- Nom scientifique valide : Potos flavus  (Schreber, 1774) ;
- Noms vulgaires (vulgarisation scientifique) recommandés ou typiques en français : Kinkajou[3],[4],[5],[6] ;
- Autres noms vulgaires ou noms vernaculaires (langage courant) pouvant désigner éventuellement d'autres espèces : poto[6], potos[7] et singe de nuit[5] (Senj lan nouit en Créole de Guyane française[5]).

Attention de ne pas faire de confusion avec les pottos qui sont des Lorisidés du genre Perodicticus.
Voir aussi ci-dessous : Étymologie et dénomination.

## Anatomie

### Morphologie

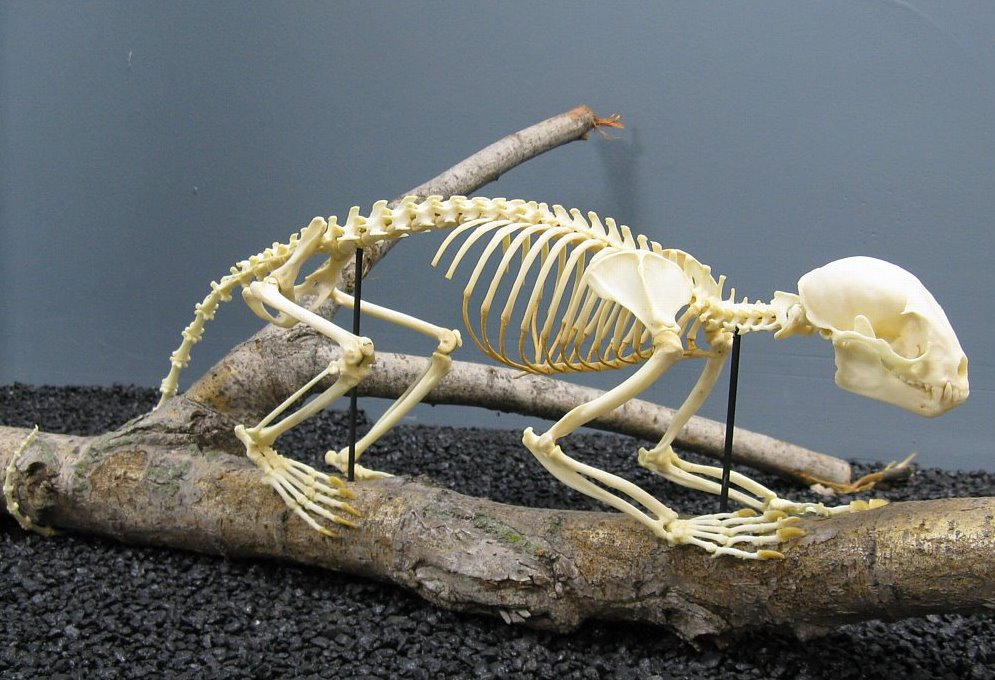
Squelette de kinkajou (musée d'ostéologie d'Oklahoma City).

Le Kinkajou adulte mesure sans la queue de 45 à 76 cm, 50 en moyenne, entre 85 et 133 cm avec, pour une hauteur au garrot de 20 cm et un poids moyen de 3 kg variant selon les spécimens et les sous-espèces entre 1,4 et 4,6 kg. Il ne porte que deux mamelles. Le dimorphisme sexuel est faible, les femelles étant en moyenne d'une ossature un peu plus gracile et, pour un poids à peu près égal, plus petites de deux centimètres et demi, leur canines saillantes étant également plus courtes d'un à un centimètre et demi. Les variations individuelles au sein d'une même population, quoique subtiles, sont importantes.

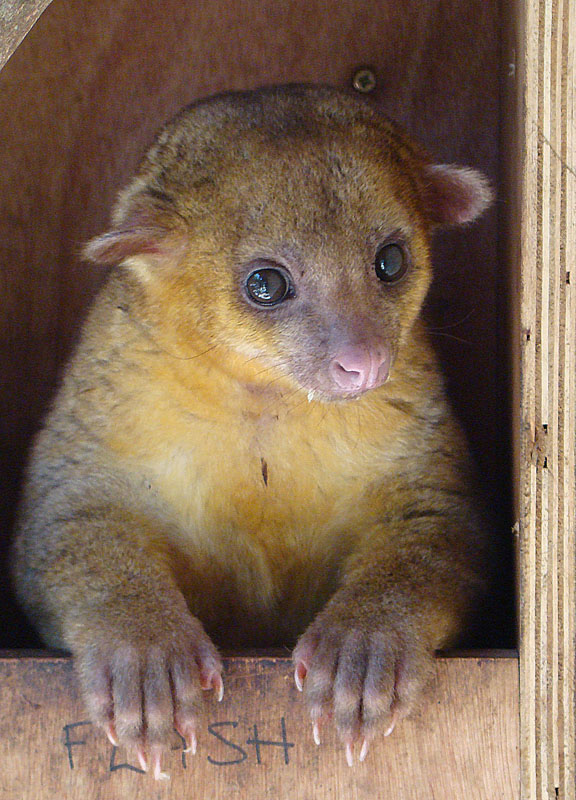
Spécimen de Potos flavus en attente de réintroduction à Volcancito, au Panama.

Le pelage, dense, soyeux et légèrement crépé, ni ras ni long (1 cm d'épaisseur sur le milieu du dos), offre selon les sous-espèces et les spécimens toutes les nuances du beige depuis le bis jusqu'au bistre en passant par le brun roussâtre et le fauve clair sur le dessus, et sur le dessous des variations de blancs et de jaunes tirant parfois jusqu'à l'orangé. La face et le bout de la queue sont plus foncés, ainsi que parfois une raie dorsale. Le poil clair a la particularité de réfléchir quelque peu la lumière de sorte que des traits, par contraste avec le poil foncé, paraissent casser la forme du visage.

### Cinésiologie
Phénomène rare pour un carnivore, le Kinkajou possède une queue préhensile, le seul autre cas décrit étant celui du binturong (Arctictis binturong). Presque toujours plus longue que le corps, terminée en cône, elle lui sert de cinquième membre. Chacune des quatre pattes se prolonge par cinq doigts très détachés, garnis de coussinets roses et de griffes acérées, courbes et longues, non rétractiles. Quoiqu'il soit plantigrade, cette combinaison d'une queue préhensile et de ces doigts griffus lui permet de se déplacer comme un acrobate avec agilité et souplesse dans les arbres. La queue, par laquelle il se suspend pour libérer ses quatre membres, n'est pas utilisée pour saisir les aliments mais, la glissant sous lui jusqu'au menton, l'animal s'y enroule, les yeux cachés du jour par ses pattes, au moment de l'endormissement.
Durant les déplacements ou les jeux, le corps semble parfois pouvoir se tordre dans tous les sens non seulement à cause de ce cinquième membre mais aussi parce que la tête jouit d'une liberté de torsion de 180° par rapport au bassin. Les pattes sont plus courtes que chez les singes mais, phénomène extraordinaire chez un non primate qui n'a été découvert qu'en 2005, le Kinkajou a une démarche croisée.

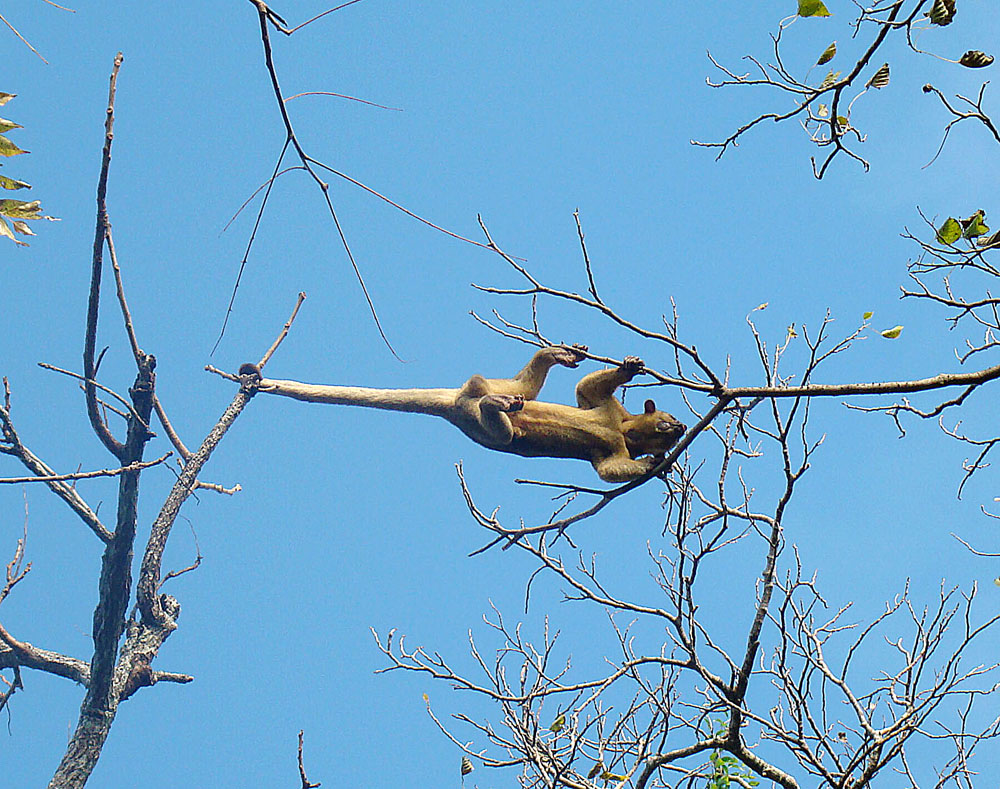
Kinkajou du Nicaragua dans ses acrobaties arboricoles.

### Particularités
Le Kinkajou se distingue encore des autres carnivores par un second orteil plus long que les autres.
Caractéristique disciminante de l'espèce, du moins chez les mâles, est également la complexité morphologique de l'extrémité ventrale de l'os pénien. D'une taille proportionnellement moyenne, celui-ci est en effet droit, arrondi sur le dessus, dépourvu de crochet et de fente urétrale mais doté d'une pointe saillante et se divise à l'extrémité opposée où il se termine en plusieurs têtes.
Le museau, pointu, est relativement proéminent et se termine par une truffe rose foncé ou marron glacé, évoquant parmi ceux des frugivores plus celui de certaines roussettes que celui des singes cohabitant avec les kinkajous. La tête, arrondie, est surmontée de deux oreilles basses et larges, à l'ovale arrondi. La face dessine un cœur laissant curieusement deviner sous le cuir, de façon plus ou moins accentuée selon les individus, la suture à la place de la fontanelle entre les deux lobes du crâne.

### Denture

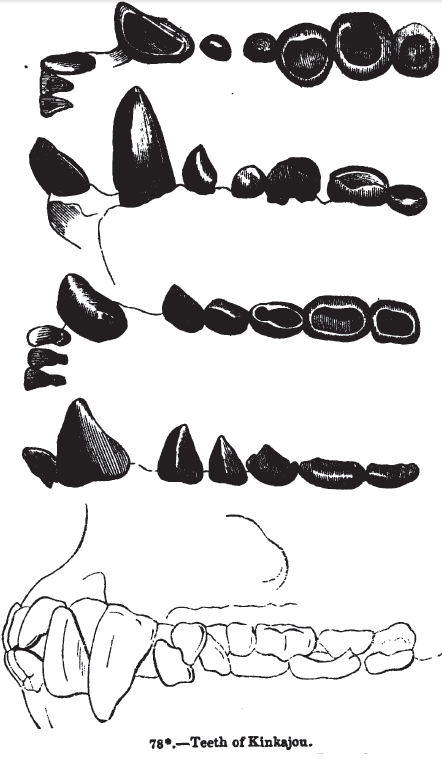
Denture du Kinkajou.

| {\displaystyle {3\cdot 1\cdot 3\cdot 2 \over 3\cdot 1\cdot 3\cdot 2}} |  |  |  |  | Les trente-six dents se répartissent par demi maxillaires en trois incisives, une canine, trois prémolaires et deux molaires. Un espace libre après la dernière incisive du haut et avant la première prémolaire du bas laisse la grosse canine opposée se glisser le long de la gencive, celle du haut croisant celle du bas derrière celle-ci, la rendant plus apparente et plus menaçante alors qu'elle est en fait plus longue de deux centimètres (12,6 mm pour les mâles, 11,2 pour les femelles) mais plus fine. La denture est celle d'une manducation par écrasement plus que par mastication. Canines et premières prémolaires servent à ouvrir fruits et gousses indéhiscents. Seule la dernière prémolaire du haut et la première du bas sont franchement rectangulaires comme les molaires, la dernière de celles-ci, plus petite, l'étant moins. Cette caractéristique anatomique de carnivore correspond de façon encore plus paradoxale pour un frugivore à un intestin adapté à la seule digestion des viandes et dépourvu de cæcum. |

### Adaptation à la vie nocturne
Ses grands yeux ronds caractéristiques des noctambules, à l'iris marron et aux larges pupilles noires, réfléchissent la lumière, ce qui lui vaut d'être facile à capturer la nuit, d'autant qu'il est attiré par la lumière dans la nuit et que la grande sensibilité de ses yeux semble le rendre temporairement aveugle dans une lumière éblouissante. Les observations montrent une activité réduite les nuits de pleine lune.

## Écologie
C'est celle d'une adaptation à un milieu abondant en fleurs diverses et en fruits nutritifs et dont les faibles contraintes, les risques de prédation en particulier, sont encore diminuées par la vie nocturne.

### Alimentation

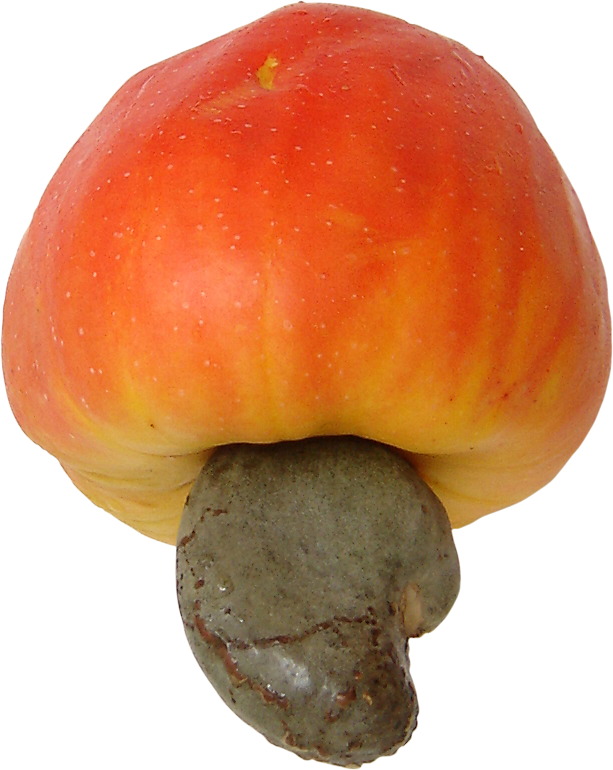
Pomme de cajou et sa noix.

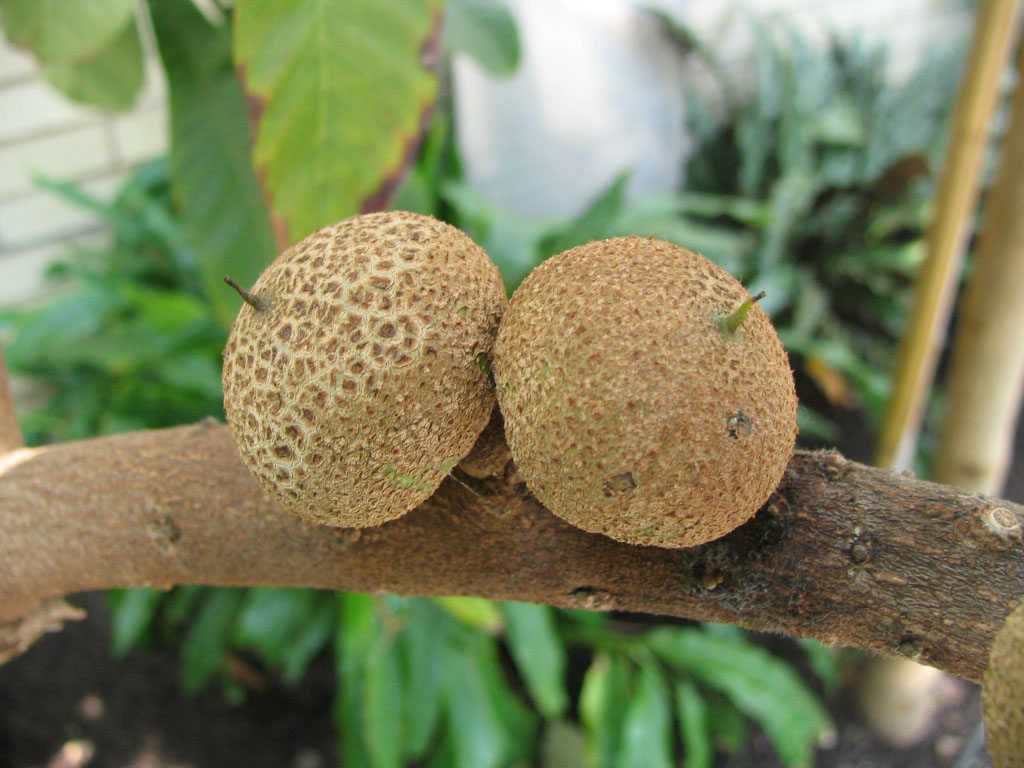
Sapotes.

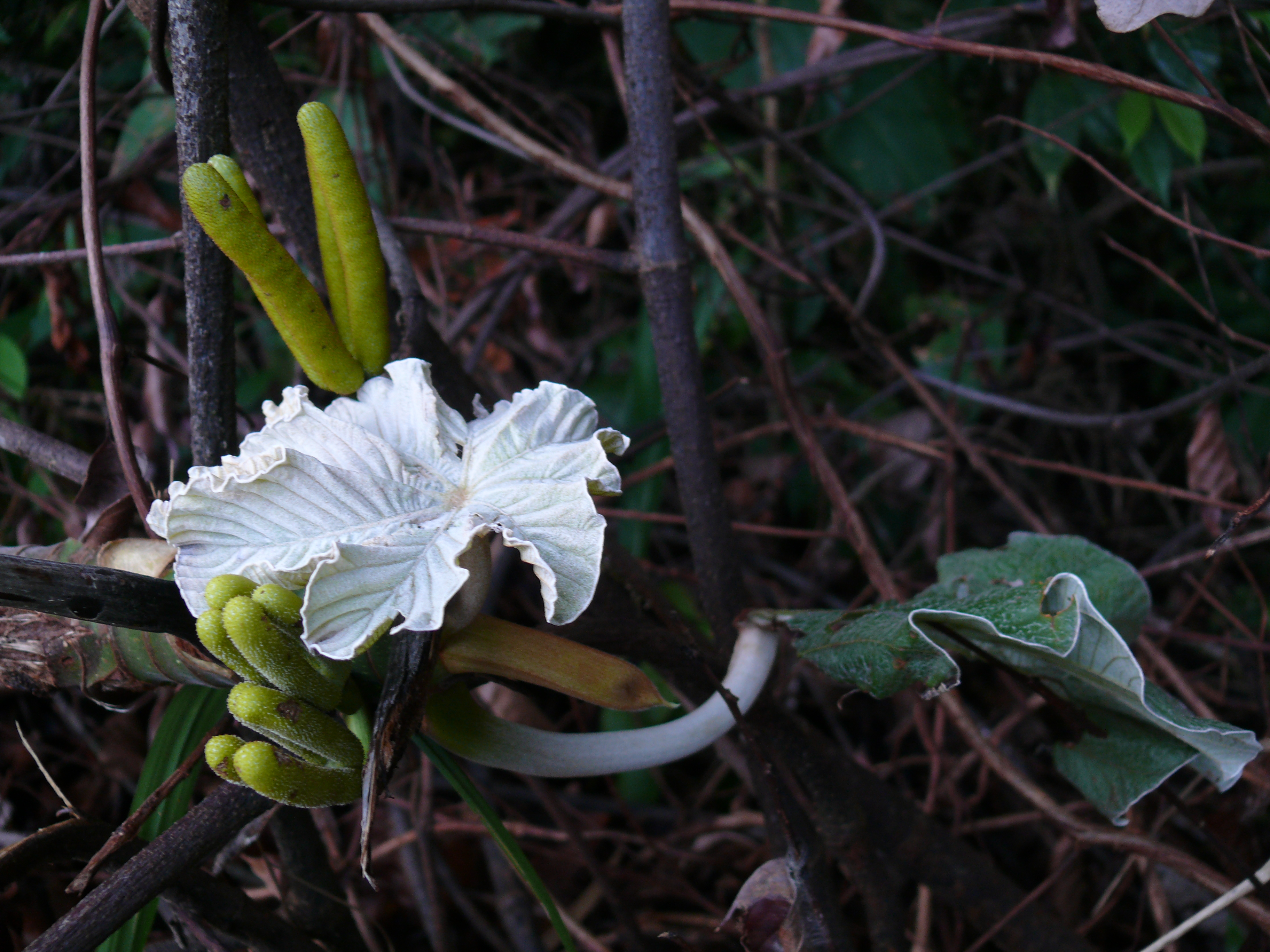
Infrutescence et jeune feuilles de Cecropia, dit bois-canon.

Comme celle du coati, sa denture, caractérisée particulièrement par deux canines inférieures très saillantes et des prémolaires et molaires inaptes à la mastication, lui vaut l'appellation de carnivore, mais à la différence de cet autre procyonidé, il n'est pas carnassier et se nourrit d'une façon assez similaire à celle du singe-araignée d'au moins trente-sept sortes de fruits différentes, moins d'un dixième de son alimentation se composant de feuilles et de fleurs. Son régime est celui d'un opportuniste et se révèle très variable selon les saisons et les régions.
Il sort la nuit pour se nourrir de la pulpe des fruits (environ 900 grammes par jour soit près d'un tiers de son poids) riches en sucre et en graisses (avocats, bananes, goyaves, papayes, anacardes, noix du Brésil, aublets, lucumes, vitellaires, sapotes, sapotilles, pommes de lait, pois doux, membrilles, drupes de balata, simaroube, laurel, ocote, bois-canon, fruits à pain…) et, à la saison sèche, de nectars de fleurs (courbaril, pilon…) qu'il sirote avec les pollens grâce à une longue langue de nectarivore extensible jusqu'à 17 cm. Par forte chaleur, il presse les figues et les mangues pour en recueillir le jus. Il est très friand de miel, qu'il trouve en plongeant directement sa langue dans les ruches sauvages ou en détruisant les rayons. Il importune les apiculteurs en s'attaquant parfois à leur ruches, d'où son surnom anglais d'ours à miel.
Les nombreuses espèces d'arbres de la forêt humide dont le Kinkajou se nourrit fructifient successivement dans l'année, lui assurant un approvisionnement continu. Toutefois pour affronter la relative pénurie de la saison sèche, l'été et un mois en hiver, il accumule de la graisse dans le tissu sous-cutané et son épiploon jusqu'à un demi tiers de son poids, de sorte que, autre originalité biologique du Kinkajou, son besoin alimentaire vital est proportionnellement très inférieur à ce qu'il est chez la plupart des mammifères, soit en décajoules, la moitié de sa masse corporelle mesurée en grammes au lieu des trois quarts habituels de celle-ci,.
Le Kinkajou n'est pas un végétarien exclusif, du moins pas en toutes circonstances. C'est un insectivore occasionnel (fourmis, termites, abeilles, etc.) qui apprécie les œufs amniotiques et ne dédaigne pas de faire son repas d'un scorpion ou de quelques grenouilles.
La grande taille des graines des fruits qu'il consomme, ses déplacements importants, son abondance et sa taille qui en fait le plus grand des frugivores de son milieu lui font jouer un rôle important et particulier pour les arbres à grosses graines dans la zoochorie et la pollinisation essentielles à la diversité de la forêt primaire, où jusqu'à 57,6 % des espèces sont endozoochores, et à la régénération de la forêt secondaire, par exemple le long des routes ou dans les friches papetières. L'absence de plantes héliotropes sous le couvert très sombre de la jungle ne permet pas en effet à la forêt de se reconstituer dans les chablis ensoleillés par la seule croissance végétale. Parce qu'elles contiennent des graines non digérées, les déjections des animaux, au rang desquels le Kinkajou, compensent la rareté des plantes pionnières. Le rôle de celui-ci est amplifié par sa denture de carnivore qui l'empêche, à la différence des rongeurs de son biotope, de broyer graines et pépins, par la faible capacité de digestion des fruits de son intestin, que l'espèce a hérité de son ordre, et par la rapidité du transit intestinal qui s'ensuit. Le Kinkajou illustre ainsi la théorie du durian de coévolution des plantes et des animaux.

### Infections et prédateurs
Le Kinkajou a peu d'ennemis naturels sinon la leishmania et le trypanosome dont il est, moins que d'autres carnivores domestiques ou même insectivores sauvages des zones humides comme lui, un des réservoirs, sans en être un hôte des plus favorables. Les moustiques, qui pendant la journée montent depuis les basses frondaisons jusqu’à la canopée, lui transmettent l'arbovirus, bénin, de Mayaro avec une prévalence observée relativement réduite, pour cause de noctambulisme, de 11 %. Il est également victime d'une forme spécifique d'herpès. Une variante spécifique du virus de la rage a été isolée sur un individu du sud est de l'Amazonie.
Outre l'homme, ses principaux prédateurs sont les félidés pouvant grimper sur les troncs, chat sauvage, oncille, ocelot, jaguarondi, mais aussi occasionnellement au sol le jaguar, le puma le tayra, le renard à oreilles courtes ainsi que, lorsqu'ils sont présents dans leur milieu ou des milieux voisins, les rapaces, harpie féroce, chouette à lunettes, aigle d'Isidore. L'angoisse d'une odeur néfaste se traduit par des cris aigus et une fuite vers la canopée ; une attaque, par des sifflements syncopés et des bonds d'arbre en arbre. En situation de détresse, le Kinkajou crache comme le fait un chat dans la même situation. La hauteur des arbres pour les félidés, la nuit pour les rapaces, leur taille pour les chouettes font des kinkajous des proies rares et les mettent dans une situation de sûreté telle que la pleine lune ne les rend pas plus craintifs et que les mères laissent leurs petits au nid pendant qu'elles quêtent leur nourriture.

### Cohabitants et concurrents
Sa niche écologique est assez semblable à celle des singes hibou et singes capucins. En cas de cohabitation avec ceux-ci, la pression de la concurrence est diminuée par une répartition nycthémérale complémentaire, le jour aux sapajous, la nuit aux kinkajous, ou, semble-t-il, quand les squatteurs sont également nocturnes, tels l'olingo, le douroucouli, la marmose cendrée et l'opossum laineux, par la taille qui permet de manger des fruits plus gros, par une faible densité de peuplement, une plus grande habileté manuelle caractéristique des procyonidés ou une meilleure reproduction.
La concurrence avec les autres mammifères présents dans le même biotope, marsupiaux tels la sarigue, l'opossum et le murin, ou rongeurs tels le porc-épic brésilien, le rat épineux et le rat-riz coloré, n'existe pas vraiment en raison d'une alimentation différente ou d'un étagement dans les frondaisons, le Kinkajou occupant en quelque sorte l'avant-dernier étage sous la palme de la canopée.

## Biotope

### Répartition
Voir carte de recensement en ligne

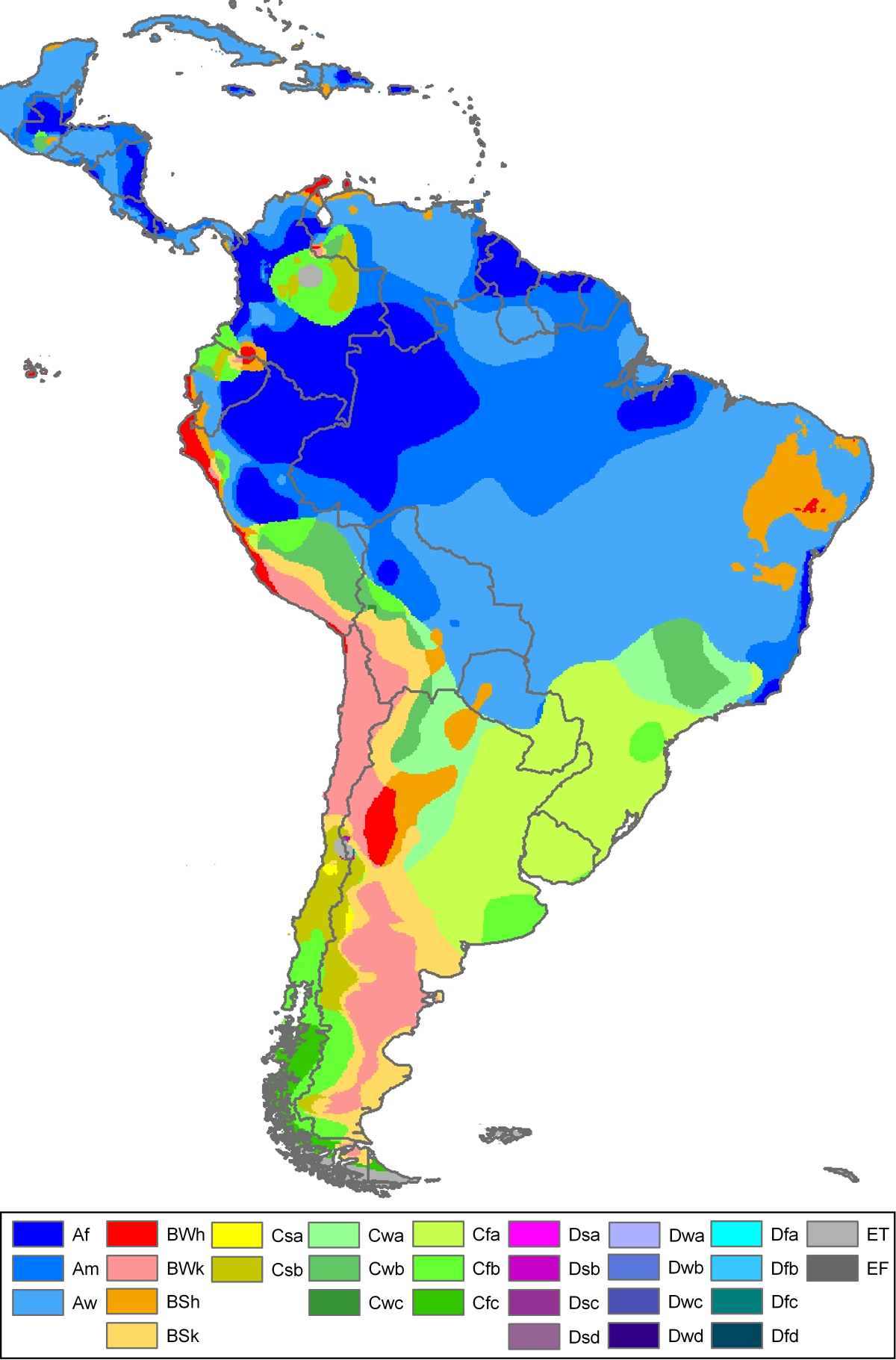
Carte de Köppen-Geiger - En bleu foncé et bleu moyen, les climats tropicaux favorables aux kinkajous, sans et avec une saison sèche, peu marquée. En Amérique centrale et au Mato Grosso, la saison sèche est plus marquée (bleu clair) et l'espèce plus variée. Le micro climat des vestiges de la forêt atlantique apparaît. La tache de sécheresse beige au nord est du Brésil s'étend là où les kinkajous ont disparu.

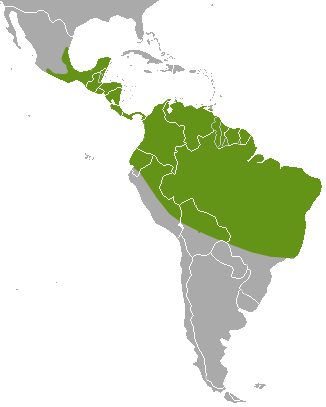
Aire de répartition du Kinkajou, en Amérique.

L'espèce est originaire d'Amérique centrale et peuple, à la suite du grand échange interaméricain au Pliocène, le Nord de l'Amérique du Sud. On trouve le Kinkajou notamment au Mexique au sud du Tamaulipas dans la Sierra de Puebla en retrait de l'Atlantique et au sud de la Sierra Madre sur le Pacifique, au Chiapas et au Guatemala. Il est présent également au Belize, au Honduras, au Salvador, au Costa Rica et au Panama.
En Amérique du sud, l'espèce a colonisé le versant occidental des Andes en Colombie et en Équateur, leur versant oriental en Colombie, en Équateur, au Pérou, en Bolivie, leur prolongement maritime jusqu'en Carabobo et Aragua au Venezuela, dans les selvas de Colombie et du Venezuela et l'Amazonie des Guyanes (Guyana, Suriname, Guyane et nord du Brésil), du Para et du Mato Grosso.
Le Kinkajou avait été décrit au XIXe siècle dans le Nord de la forêt atlantique dans l'Alagoas et jusqu'au début du XXe siècle dans le Sud de celle-ci dans le Santa Catarina. Contrairement à une opinion antérieure, il n'a pas totalement disparu des vestiges de cet écosystème particulier qui subsistent malgré la pression démographique humaine entre le Sud-Est du Minas Gerais où il a été observé en 2005, le Nord de l'État de Rio de Janeiro où il a été entraperçu en 2007 et le Sud de l'État d'Espirito Santo où il a été entendu en 2009.

### Habitat
Les kinkajous se rencontrent dans les hauteurs, entre dix et vingt-cinq mètres, de la forêt tropicale humide et le long des forêts galerie par groupes sédentaires à raison de douze à soixante quatorze individus par kilomètre carré, vingt en moyenne, sur des territoires de 8,2 à 53 hectares, trente à cinquante habituellement. On en croise aussi dans les zones voisines de la forêt défrichées pour les plantations et parfois dans son jardin. On ne les observe pas au-dessus de 2 500 mètres d'altitude, mais en aval des forêts de brumes des cordillères andines. Ils y recherchent la fraîcheur idéale des 23 °C dès que la température ambiante dépasse 30 °C, supportant bien le froid mais pas la chaleur au-dessus de 35 °C.
Strictement réglés, sauf événement exceptionnel, sur le lever et le coucher du soleil par une variation de la température interne (38 °C la nuit, 36 le jour) inverse de celle des mammifères diurnes, les kinkajous dorment, parfois seuls, plus souvent en couple ou, plus rarement, pour les mâles dominants avec leur jeune compagnon (cf. infra "polyandrie"), cachés du jour dans leurs trous d'arbre dans environ quatre cas sur cinq, autrement dans la couronne de palmiers. Transbordés d'un trou à l'autre, les petits, qui y naissent, y sont allaités, y dorment avec leur mère, un frère ou une sœur et y grandissent jusqu'à ce qu'ils soient aptes à en sortir pour quérir par eux-mêmes leur nourriture. La nuit, du coucher du soleil jusqu'à minuit puis pendant une heure environ aux aurores, pour les jeunes parfois continuement jusqu'au matin, chacun habite son arbre sans le partager avec ses congénères distants de trente à quatre-vingt mètres. En dehors de la période de reproduction et d'élevage des petits, le Kinkajou adulte est, durant la journée du moins, le plus souvent solitaire.

### Territorialité
Trois glandes, une double sous les mandibules, une sur la gorge et une sur le ventre permettent au Kinkajou, dès le réveil où il se gratte vigoureusement, de marquer son territoire individuel.

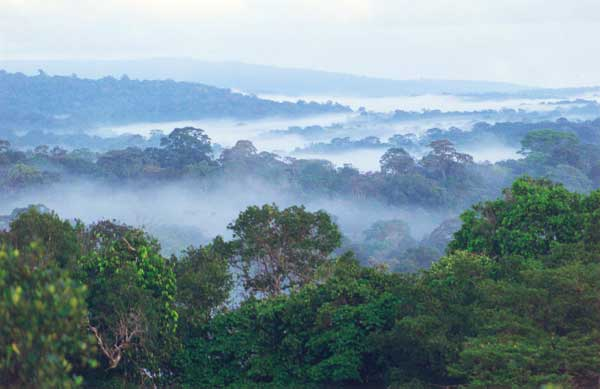
La forêt humide (centre de la Guyane en février 1999).

Inversement, ces odeurs déposées par des congénères lui indiquent un territoire voisin sans prédateurs. Il s'en marque lui-même en frottant son dos aux branches. Le repérage spatial dans l'obscurité est précisé par des échanges, durant quatre à quinze minutes, de cris caractéristiques de moins de trente secondes, et personnalisés, un grognement éternué suivis de multiples glapissements sifflés, qui lui valent le nom de kuikui que lui donne les Wayana. La quête de nourriture est alors entreprise par des déplacements importants de deux cents à quatre cents mètres en quelques heures au cours desquels ils ne descendent spontanément jamais au sol. Ces puissants sifflements en deux tons échangés entre voisins permet de coordonner leurs déplacements en conservant les distances et assurer ainsi une exploitation optimale du terrain de cueillette. Un arbre offrant une importante quantité de nourriture est l'occasion exceptionnelle (3 % des occurrences) de rassemblement bref jusqu'à cinq individus. C'est cet individualisme nocturne dans la quête de nourriture (quatre fois sur cinq), y compris de la part des plus jeunes vis-à-vis de leur mère qui, nonobstant l'allaitement, ne les nourrissent jamais, qui explique que le retour au nid se fait en désordre alors que le réveil est collectif.

## Éthologie
Curieusement, cette écologie semblable à celle de primates, tels que les sapajous ou les singes araignée, donne en somme comme chez ceux-ci un rôle déterminant à l'odorat et aux vocalisations sans que se soient développés pour autant avec la même importance des comportements sociaux, le Kinkajou restant foncièrement solitaire et timide avec ses congénères.
Les observations restent limitées à des populations restreintes et les conclusions, sujettes à révision.

### Cycle biologique
Le Kinkajou peut vivre dans la nature jusqu'à vingt-neuf ans. Un spécimen captif a vécu quarante et une années.
Les jeunes restent auprès de leur mère au moins jusqu'à l'âge de trois ans de sorte qu'il cohabitent souvent avec un petit de l'année, auprès desquels peuvent se regrouper deux mâles. Durant ces quelques semaines de polyandrie, les adultes, plus souvent les mâles qui sont même parfois à l'initiative, jouent brièvement avec les petits alors que, solitaires, ils peuvent jouer longtemps tout seuls, avec leurs pieds ou leur queue par exemple. Ces regroupements familiaux donnent lieu, particulièrement à l'occasion d'un rassemblement autour d'une source abondante de nourriture, à des séances d'épouillage inter générationnelles d'une durée moyenne de six minutes, mais pouvant se prolonger jusqu'à une demi-heure.
La maturité sexuelle commence à un an et demi pour les mâles, deux ans et un trimestre pour les femelles. Ce sont les femelles qui quittent le groupe familial, a priori pour le groupe voisin. Les jeunes mâles, peut-être à cause de cette relative précocité qui prolonge leur vie commune après leur puberté, se révèlent en effet plus sociaux et les femelles, leurs migrations multipliant les risques de mauvaises rencontres et de blessures, plus agressives. Cette constitution des groupes sociaux par migration des jeunes femelles nubiles, et donc transmission patrilinéaire des territoires, est unique parmi les adultes carnivores, quoique ressemblant par la polyandrie qu'elle implique aux situations de raréfaction des ressources chez le guépard et la mangouste rouge. Elle se rapproche de deux autres cas tout aussi exceptionnels chez les primates, celui des singes araignées et celui des chimpanzés, lesquels vivent dans des milieux semblables pour leur abondance, ont également un régime frugivore mais constituent à la différence des kinkajous de véritables sociétés de chasse et de guerre. C'est une stratégie de survie de l'espèce qui privilégie la défense du territoire nourricier plutôt que la recherche de partenaires sexuels et qui prolonge à l'âge adulte, comme par une sorte de néoténie comportementale, la coopération qu'on observe, en particulier chez les carnivores, entre les jeunes.
Les liens sociaux entre mâles restent cependant chez les kinkajous incomparablement plus distendus et se limitent à deux individus. Les combats entre eux deux, brefs et plus verbaux que physiques sont rares mais l'un exerce une position de mâle dominant, assurant le plus souvent, la paternité des petits de la cellule familiale et se réservant, d'une façon moins équitable que chez d'autres carnivores mais pas exclusive, l'activité sexuelle avec la femelle. En revanche, il partage au cours d'une même nuit, comme par une sorte de droit de cuissage, l'accès ponctuel aux femelles extérieures au territoire, voisines ou migrantes. Le « page » est supposé y trouver l'avantage, outre d'économiser la lutte pour l'accès aux femelles, de pouvoir lui succéder sur un territoire à la défense duquel il contribue.
C'est encore la migration de la femelle qui met un terme à ces familles polyandriques, quand elle a acquis un âge et une taille qui lui permettent de défendre un territoire nourricier contre les mâles et d'y vivre en ermite.

### Reproduction
La plupart du temps étant consacré à la recherche de nourriture, la vie du Kinkajou adulte dans cette société partiellement polyandrique reste très solitaire, même si cela est moins vrai pour les mâles adultes et, bien évidemment, pour les mères allaitantes. Seuls un peu plus d'un tiers des mâles adultes, conséquemment environ un cinquième des femelles seulement, compte tenu de l'existence de couples simples ou inversement de rares cas de polygynie, vit dans des cellules familiales à deux ou trois, mais plus il y a de telles cellules à trois, nécessairement plus grand est le nombre de femelles ermites et plus grande est par conséquent leur dispersion.
Ce sont les odeurs de la femelle en chaleur, entre début décembre et mi-février, qui attirent les mâles. La fréquence des congrès amoureux paraît cependant moins obéir à une saisonnalité qu'aux circonstances si bien qu'ils peuvent avoir lieu tout au long de l'année durant les dix-sept jours de l'œstrus mensuel. S'il y a plusieurs mâles, une querelle gesticulatoire et bruyante suffit à désigner un vainqueur qui veille sur sa conquête jusqu'au départ des candidats déçus. Après un tel triomphe ou, dans des situations moins concurrentielles, après une première puis, le lendemain, une seconde rencontre, la cour s'accompagne de jacassements suivis, en cas de succès, de gazouillis peu discrets. Elle se déroule une seule fois par an et se prolonge par une cohabitation d'un mois. Le mâle entreprend la femelle en lui mordillant la nuque et en la stimulant avec un sésamoïde surdimensionné dont il est doté, comme l'était de façon plus marquée le Simocyon batalleri tout comme l'est encore cet autre arctcoïde qu'est le grand panda. Le congrès comprend deux à quatre copulations et peut durer de quatre minutes à deux heures et demie.
Dans les cellules familiales (cf. supra "polyandrie"), le mâle dominé assiste parfois bruyamment, parfois à distance, aux ébats au cours desquels, selon sa force et l’agressivité ou la complaisance du mâle dominant, il tente, à la suite immédiate de celui-ci, sa chance avec parfois plus de succès que son « seigneur ».
La gestation dure 112 à 118 jours, au terme desquels, en avril ou mai voient le jour un, ou, plus rarement, deux petits de 150 à 200 grammes et 3 centimètres de long. La peau rose est nue sur le ventre et sur le dessus recouverte d'un pelage épars argenté noircissant aux pointes. L'audition est effective entre le premier et le cinquième jour, les yeux s'ouvrent entre le septième et le dix-neuvième. L'allaitement dure de 16 à 18 semaines. À 7 semaines, l'alimentation commence à être diversifiée et à 8 semaines, le petit commence à s'agripper aux branches. À 4 mois, prémices du sevrage, il se tient tout seul notamment par la queue. Un pépiement spécifique de la mère provoque le refuge précipité du petit contre sa poitrine.

## Étymologie et dénomination

### Surnoms
Au Mexique, son nom de martucha rappelle son rapprochement erroné avec la martre. Il est plus fréquent au Chiapas où il est appelé mico de noche (« singe de nuit ») jusqu'à la Guyane, où il est connu sous le nom de senj lan nuit. En Colombie et au Venezuela, il est nommé cuchicuch, dans l'Amazonie pré-andine, tchochna,, et dans l'Amazonie brésilienne jupara, jurupara ou macaco da meia noite (macaque de minuit) ou encore macaco da noite, mico da noite. Au Guatemala, au Honduras, au Salvador, il est surnommé micoleon (singe-lion), mono noturno (singe nocturne) au Costa Rica, et au Belize nightwalker (promeneur nocturne).

### Quincajou français

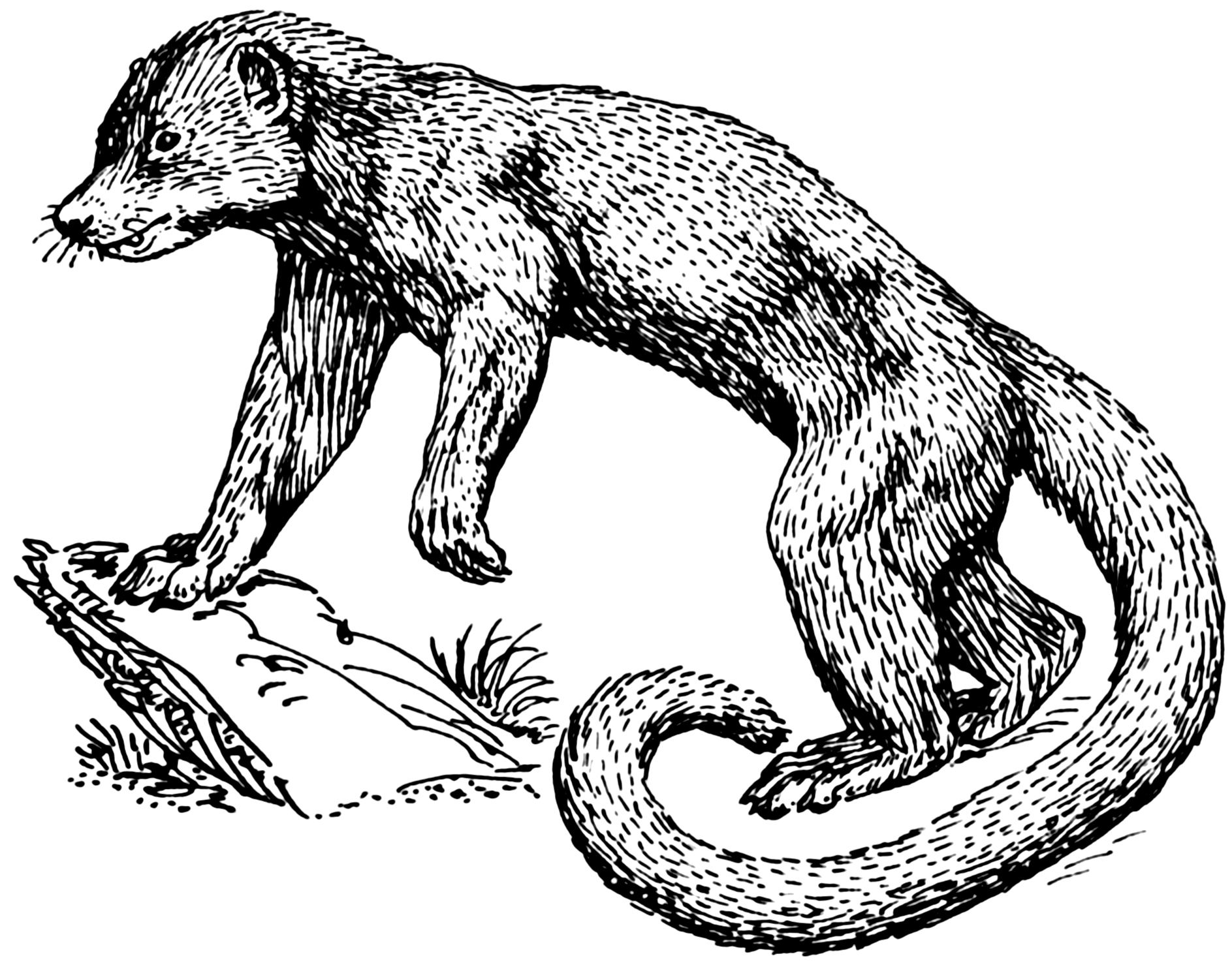
Image du Kinkajou dans un manuel scolaire Pearson illustrant la confusion rémanente avec la wolvérène.

Kinkajou est l'orthographe anglaise de quincajou, emprunt des coureurs des bois à l'algonquin qui nqua'a ghe, prononcé par palatalisation qui nqua'a dju en micmac et par rhotacisme qa rqar dju en montagnais, pour désigner le carcajou. Les noms de quincajou, employé par Nicholas Denys qui habitait chez les Micmacs en Acadie, et de carcajou, introduit par le baron de la Hontan et diffusé par le père Charlevoix qui fréquentèrent les Montagnais au Canada (i.e. Québec), ont désigné ce même et seul glouton des Amériques, tout en laissant croire, du moins en France métropolitaine, qu'il peuplait également les forêts tropicales. La méprise perdure depuis au moins 1672 jusqu'en 1776, date à laquelle Buffon comprend que l'animal de Nouvelle-Espagne est différent de celui de Nouvelle-France et lève définitivement l’ambiguïté en imposant arbitrairement deux significations différentes aux deux prononciations dialectales différentes de l'algonquien.
Cette ambiguïté aura duré plus d'un siècle, auprès du grand public jusque durant le XIXe siècle, fortifiée par la croyance aristotélicienne des missionnaires de l'époque en une langue universelle que les « Sauvages » dispersés loin des premiers évangélisateurs auraient déformée. Elle est probablement due au père Arsène de Paris, qui participa de juillet 1611 à fin 1612 à l'expédition scientifique au Maragnan, visitant les villages des Topinambas sur le continent sud-américain, apprenant la langue et observant avec ses collègues missionnaires les kinkajous que les habitants appelaient joupara, prononcé « iupala i » en oyampi. Il dirigera par la suite, de 1632 à 1645, depuis le siège de Port-Royal la province de son ordre en Nouvelle-France. Durant son ministère en Acadie, il fit faire imprimer en France par le père Joseph des manuels élémentaires dans la langue des Micmacs et des Abénaquis et a donc eu l'occasion de faire parler d'un autre étrange animal, habitant tout comme le joupara le fin fond de la forêt et nommé quincajou par les Micmacs. La diffusion de cette confusion initiale, quel qu'en soit l'auteur, sous un même taxon, d'un animal de la taïga canadienne et d'un autre de la jungle guyanaise, a vraisemblablement été favorisée par le trafic des commerçants de Saint-Domingue naviguant entre la Nouvelle-France et la France équinoxiale.

### Potto hollandais
Les concurrents anglo-hollandais, marchands, flibustiers et pirates de Jamaïque trafiquant entre la Guinée et le Honduras britannique, la Guyane anglaise, le Pernambouc et les rives de la Nouvelle-Espagne ont entretenu une confusion transcontinentale semblable en appelant le « macoco » d'Amérique du nom du Potto. Ce nom diffusé en 1705 par la traduction du livre qu'a publié l'année précédente, deux ans après son retour, le représentant à Elmina de la Compagnie néerlandaise des Indes occidentales, Guillaume Bosman, y désigne ce seul lémurien d'Afrique. C'est un emprunt à une langue guinéenne, vraisemblablement la langue du Kongo où le potto est endémique, langue qui avait déjà une très grande diffusion y compris aux Amériques, l'Angola étant alors le principal pourvoyeur d'esclaves. Poto signifie en effet « beau », « merveilleux », en kikongo et il est plausible que Bosman ait pris pour un substantif un commentaire désignant l'un des animaux vendus sur le marché de Macoco, ville du Kongo située au sud est de la capitale de ce royaume et à l'est d'une des forêts habitées de singes où le perodicticus potto était endémique. Celui-ci l'est toujours dans les forêts plus profondes du Kivu.
Si le rapprochement opéré par les explorateurs, le père Arsène ou ses successeurs, avec cet autre carnivore qu'est le carcajou s'avèrera plus exacte, l'animal était perçu par les Tupis Emerillons et Oyampis comme une espèce de singe, quiproquo rémanent.

## Systématique

### Taxinomie

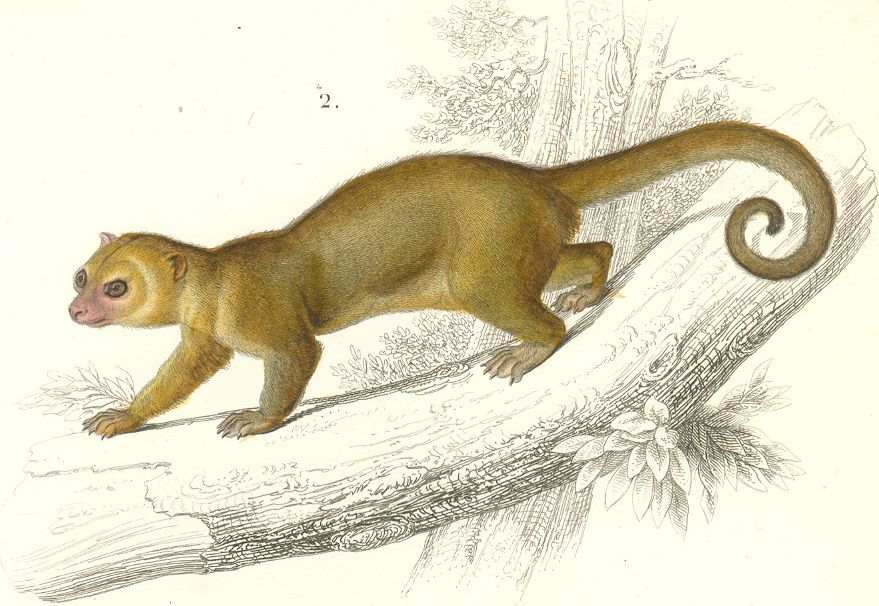
Planche d'Alcide d'Orbigny publiée en 1849.

Pierre Martyr de Milan, qui a consigné le résultat de ses longs entretiens en privé avec Christophe Colomb, des rapports que le fils de celui-ci, dont il avait été le précepteur, fit des récits de son père et de ses propres enquêtes auprès des équipages, est le premier savant à mentionner, à propos de la découverte de la côte méseoaméricaine entre le pays maya et le Véragua, un animal à queue préhensile, qui était donc connu des marins dès 1503, des humanistes depuis au moins 1516 et des honnêtes hommes à partir de 1532, mais il s'agit d'un singe diurne, probablement un singe araignée.
- R.P. Abbeville : un singe.

La première description du kinkajou, tout juste une mention parmi les sapajous, tamarins et sagouins, est faite en 1614 sous son nom tupinamba de joupara par le père Claude d'Abbeville, un des missionnaires de l'expédition organisée trois générations plus tard par Catherine de Médicis pour coloniser le Maragnan. Le kinkajou y est classé parmi les singes. Les quatre puis neuf moines de l'éphémère colonie de l'île Sainte-Anne donneront un catalogue abondant et précis des animaux et des plantes et laisseront son surnom de singe capucin au sapajou qui habite le jour dans les arbres où dorment les kinkajous.
- Pennant : un lémurien compris comme une espèce de singe.

La seconde description, sommaire, du kinkajou est publiée par Thomas Pennant en 1771 sous le nom de yellow maucauco. C'est celle d'un animal qui lui a été présenté en 1769 à Londres sous le nom qui lui restera de potto que lui donnait les marchands de Jamaïque (Cf. étymologie supra.) d'où le propriétaire le croyait originaire. Le naturaliste est apparemment mieux renseigné pour préciser son origine, le Suriname, supposer sa large diffusion au Brésil, puisqu'il lui donne le nom portugais de « macoco » prononcé à la créole, et le distinguer explicitement du carcajou, qu'il connaît sous le nom de kinkajou par la description qu'en a publié Buffon en 1764.
- Schreber : un lémurien distingué des singes.

Cette description de Pennant est reprise abrégée en 1774 par son jeune collègue à l'Académie royale de Suède, l'élève de Linné Johann von Schreber qui, ne l'ayant jamais observé lui-même, le confond avec le « lemur mongoz ». À cause de cette ressemblance avec les lémuriens, il le classe dans la catégorie des primates inventée seize ans plus tôt. Paradoxalement, il adopte, en dépit de cette confusion avec le « lemur mongoz », le qualificatif de flavus qui traduit le yellow inventé par Pennant et, peut-être eu égard à son origine différente, lui donne le nom spécifique de Lemur flavus, c'est-à-dire lémure blond.
- Buffon : un viverridé.

Quelques mois auparavant, en 1773, à l'occasion de l'édition de corrections et addendas aux Quadrupèdes de son Histoire naturelle, Buffon observe dans une ménagerie foraine installée à Saint-Germain-en-Laye un animal présenté comme une « belette mexicaine » inconnue et dont il retrouve un exemplaire trois ans plus tard, en 1776, chez un particulier qui le prenait pour un agouti ou un coati. C'est Buffon lui-même qui dans la description très complète qu'il publie la même année le baptise kinkajou tout en y distinguant une espèce différente, originaire de Nouvelle-Espagne, de son homonyme canadien auquel il réserve désormais le nom de carcajou. Il indique son nom de poto qui l'apparente aux lémuriens mais le rapproche des viverridés, fantaisie confortée par Gmelin, lequel invente en 1789 le taxon de Viverra caudivolvula, c'est-à-dire à « queue préhensile », pour désigner le même animal, et qui sera soutenue par certains jusqu'en 1943.
- Schreber derechef : un mammifère inclassable.

La publication de Buffon en 1776 oblige dès 1777 Schreber à une réédition dans laquelle il déclasse le kinkajou des lémuriens. Ne pouvant le classer ailleurs, il invente pour le désigner le pléonasme qui connaitra un certain succès grâce à Illiger de Cercoleptes caudivolvulus, c'est-à-dire par redondance du grec et du latin « à queue (κερκοσ, caudia) prenante (λεπτικοσ, volvulus) », à côté de Potos caudivolvulus où il reprend l'orthographe de Buffon pour « potto ».
- Cuvier & Geoffroy : un plantigrade d'un genre à part.

En 1795, Cuvier, l'élève de l'encyclopédiste Daubenton à l'École normale installée au Muséum national d'histoire naturelle, et l'évolutionniste Geoffroy Saint-Hilaire inventent une nouvelle nomenclature basée sur l'anatomie comparée où le kinkajou se range dans un genre ad hoc distinct des viverridés, les potos. Leur argument est que c'est un plantigrade, c'est-à-dire que le pouce des membres inférieurs ne peut pas servir à saisir comme c'est le cas chez les lémuriens « quadrumanes ». Cette nouvelle classe des plantigrades incluant le kinkajou et alors séparée des carnivores proprement dit, au sens de carnassiers, sera précisé en 1806 par le collaborateur de Cuvier, Constant Duméril. Ce n'est cependant qu'en 1824, dans son Histoire naturelle des mammifères, avec des figures originales coloriées, dessinées d’après les animaux vivants que Geoffroy impose ce point de vue, grâce aux études comparatives qu'il a pu mener sur les collections brésiliennes, accaparées en mars 1808 par le général Junot au Portugal, et renomme le kinkajou Potos flavus.

### Histoire évolutive

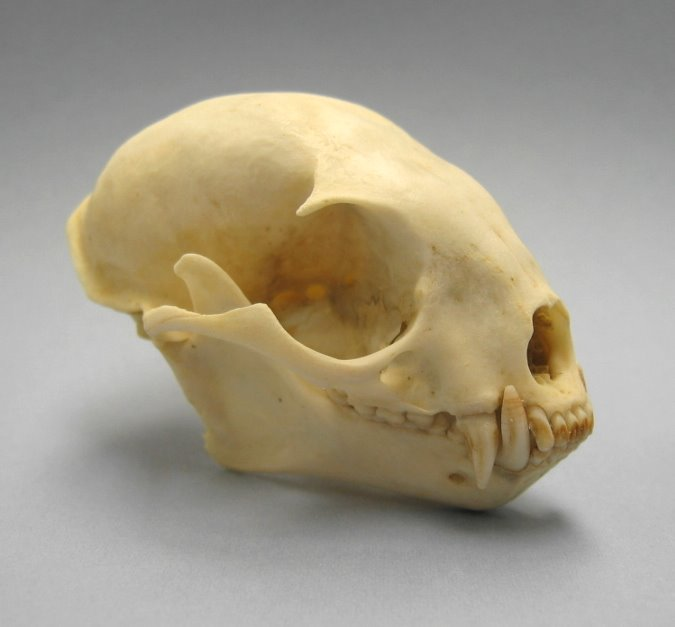
Crâne de kinkajou

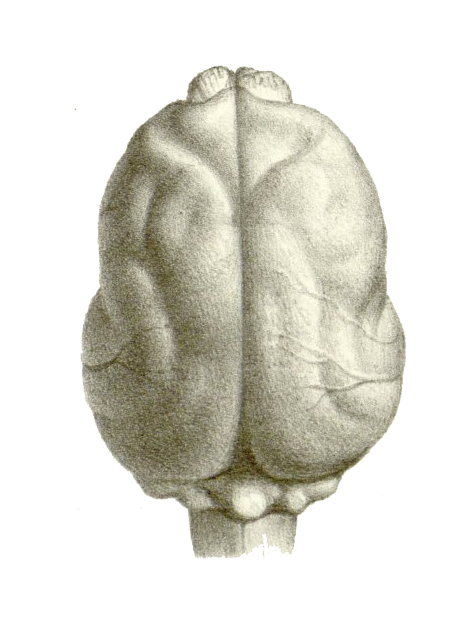
Diencéphale de kinkajou disséqué en 1870 au Muséum national d'histoire naturelle.

Le kinkajou peut facilement être confondu, même par un spécialiste et a fortiori avec des individus morts ou maintenus hors de leurs milieux naturels, avec l'olingo, autre membre de la sous-famille des Potosinae, avec lequel il gîte parfois dans les mêmes arbres. Le kinkajou a une queue préhensile, l'olingo non. L'étude phylogénétique montre que ces deux espèces sont, au sein de la même famille, très éloignées, l'olingo étant génotypiquement plus proche du coati de phénotype bien différent, et que leurs morphologies similaires sont un exemple d'évolution parallèle.
Au sein de la famille des procyonidés, son espèce illustre à elle seule tout le genre potos. Elle y est moins éloignée de la sous-famille des procyoninés comme le raton laveur que de celle du petit panda. L'ancêtre européen de celui-ci s'est distingué de celui que partagent coatis et kinkajous à la fin de l'Oligocène il y a 25 millions d'années. Ce dernier, ayant migré vers le sud de l'Amérique du Nord alors que l'actuel Costa Rica était une île, a produit ces deux dernières lignées il y a environ 19 millions au haut Miocène, celle du kinkajou ne se différenciant désormais plus en nouvelles espèces à la différence des autres branches des arctoïdes. À ce titre, le kinkajou fait figure parmi les mammifères, de fossile vivant, plus encore que le grand panda (seulement 11 à 15 millions d'années).

### Sous-espèces

#### Liste des sous-espèces
Selon BioLib (23 février 2020), Catalogue of Life (23 février 2020) et  Mammal Species of the World (version 3, 2005)  (23 février 2020) :
- sous-espèce Potos flavus chapadensis J. A. Allen, 1904
- sous-espèce Potos flavus chiriquensis J. A. Allen, 1904
- sous-espèce Potos flavus flavus (Schreber, 1774)
- sous-espèce Potos flavus megalotus (Martin, 1836)
- sous-espèce Potos flavus meridensis Thomas, 1902
- sous-espèce Potos flavus modestus Thomas, 1902
- sous-espèce Potos flavus nocturnus Wied-Neuwied, 1826

Selon Paleobiology Database (23 février 2020) :
- sous-espèce Potos flavus tolimensis

#### Description des sous-espèces

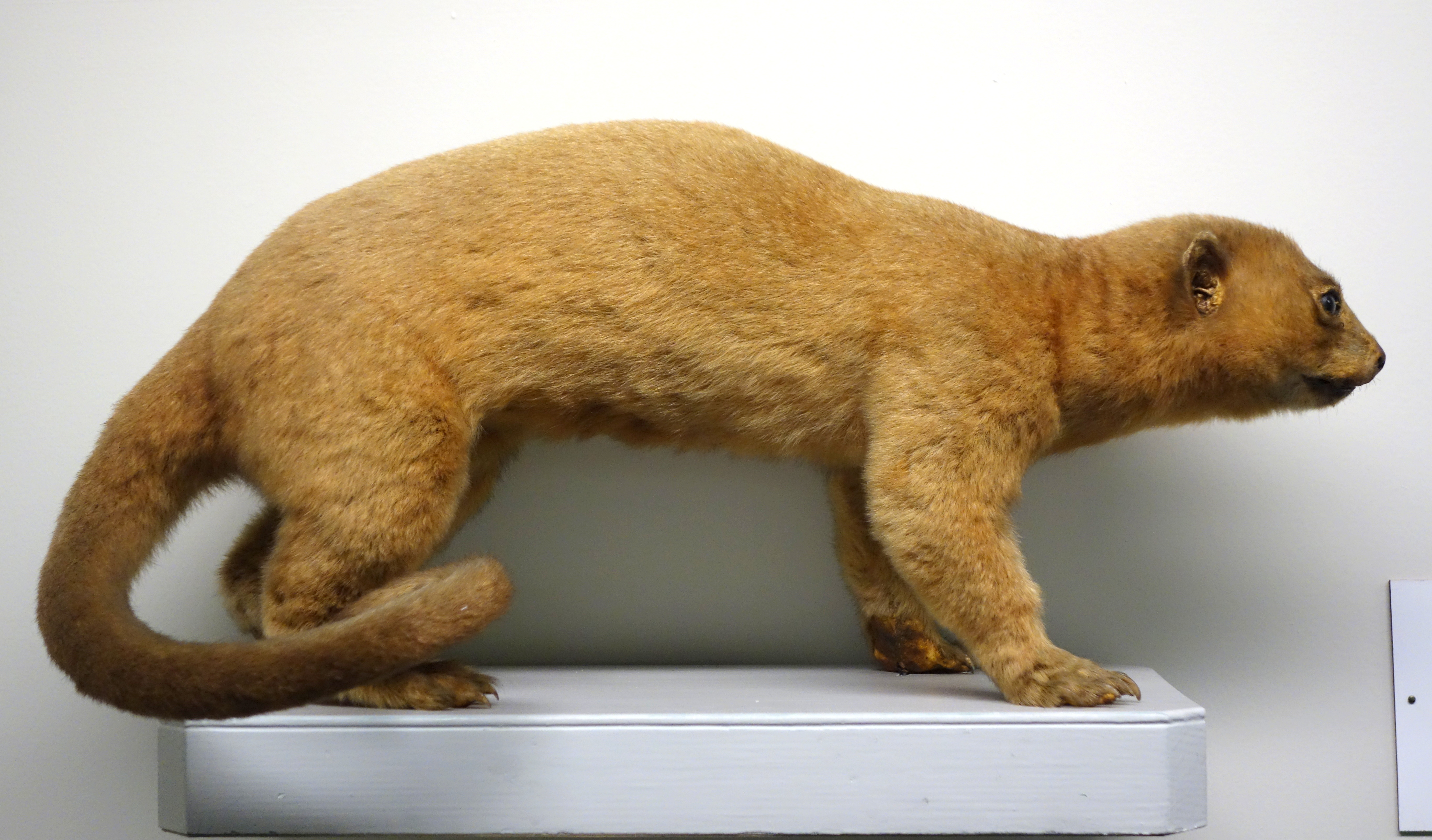
Spécimen empaillé et exposé au musée de Gènes.

Les formes du crâne ou des dents différencient six ou sept sous-espèces. Tailles et pelages les distinguent en treize ou quatorze variétés. Les quatre principales correspondent à quatre vastes zones géographiques (entre parenthèses, les concentrations les plus connues aujourd'hui) :
- en Amazonie, Potos flavus flavus (Guyana, Suriname, région de Santarem au Brésil et celle de Chavez-Valdivia au nord d'Orellana au Pérou)
- dans les Andes, Potos flavus megalotus[166] alias brachyotus[167],[note 16] i.e. « aux grandes oreilles » (Est du Panama, Colombie, Nord de l'Équateur), dont :

– Potos flavus caucensis dans le Cauca en Colombie;
– Potos flavus isthmicus aux environs du canal de Panama;
– Potos flavus tolimensis à Tolima en Colombie;
– Potos flavus modestus c'est-à-dire « plus petit », considéré pour cette raison par son inventeur comme une sous-espèce différente (nord de l'Équateur à l'ouest des Andes et hautes vallées de Pozuzo à l'est des Andes au Pérou);
– Potos flavus mansuetus (vallée du rio Jatunyacu à l'est des Andes en Équateur) décrite par le même comme une variété du précédent.
- dans la péninsule mésoaméricaine, Potos flavus chiriquensis[177],[note 17] (du centre du Panama à l'isthme de Tehuantepec)[178], distingué depuis en :

– Potos flavus campechensis, variété de grande taille, claire aux oreilles et à la queue bistre, répandue du Campeche et du Yucatán au Nicaragua;
– Potos flavus arborensis sur la côte atlantique du Costa Rica, auquel a été identifié le kinkajou de la côte pacifique;
– Potos flavus dugesii,, variété semblable à un Potos flavus campechensis moins clair du sud du Chiapas et du sud de l'Oaxaca;
– Potos flavus boothi, semblable à un petit Potos flavus dugesii au poil plus long et au museau plus étroit, répandu en aval et au nord de la forêt de brumes de la Meseta Central du Chiapas.
- Potos flavus prehensilis[189], sous-espèce[190] la plus spetentrionale, renommée :

– Potos flavus aztecus variété assez grande et foncée du Mexique, côté Atlantique, depuis le Sud du Tamaulipas d'où il a peut-être déjà disparu jusqu'au Guatemala, pour lui rattacher l'isolat ;
– Potos flavus guerrerensis dans le Guerrero au Mexique, côté Pacifique.
S'y s'ajoutent :
- Potos flavus meridensis[174], isolat de la vallée au sud de Torondoy en Mérida ;
- Potos flavus chapadensis[194], sous-espèce du Mato Grosso[195] découverte dans la chapade de Guimaraes qui sépare les eaux de l'Amazone et du Paraguay, répandue autrefois jusque dans la région de Joinville[78] sur la côte sud du Brésil[196] (quelques groupes dans la région de Lisbon au nord est d'Andoas au nord du Pérou et au nord de la Bolivie).

Cette dernière sous-espèce a été également nommée, par confusion, Euprocyon cancrivorus brasiliensis.
Potos flavus flavus a reçu des taxons différents tout en désignant bien la même variété :
– Potos nocturnus désigne une hypothétique variété des forêts aujourd'hui disparues de l'Alagoas confondue initialement avec le nasua;
– Potos caudivolvulus est le nom choisi en 1777 à la suite de la leçon de Buffon par Schreber pour remplacer sa désignation erronée de Lemur flavus;
– Cercoleptes caudivolvulus est un nom proposé la même année par le même Schreber non sans une certaine confusion qui fit parfois parler indûment de
– Potos simiasciurus.

## Le kinkajou et l'homme

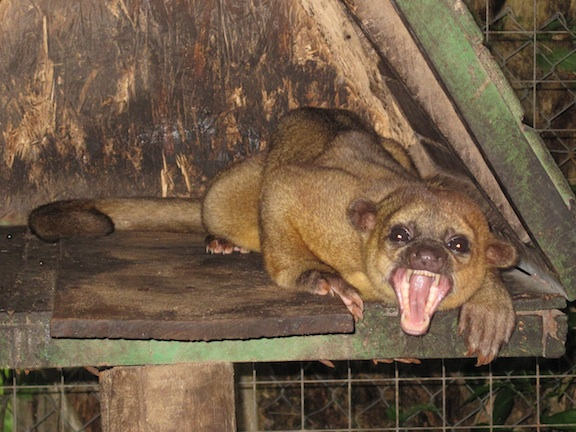
Kinkajou sauvé d'un trafic - Samara (Costa Rica), été 2009.

Le kinkajou est, peu, chassé par l'homme pour être vendu comme animal de compagnie et sa fourrure est utilisée en tannerie comme décoration de portefeuille ou de selle de cheval. Les habitants de la forêt, tels les Mushukllacta dans les cordillères à l'ouest d'Orellana au Pérou, consomment occasionnellement sa chair réputée excellente et au Pérou la peau est utilisée comme tympan de tambour.

### Risque sanitaire
Le risque sanitaire reste faible. Les épidémies bactériennes classiques (peste, charbon, tuberculose, leptospirose et brucellose spécifiques, tularémie, morve, coxiellose) chez les animaux importés sont possibles mais n'ont encore jamais eu lieu. La vie arboricole préserve relativement des parasitoses le kinkajou, chez lequel la prévalence de la toxoplasmose apparaît être de 10 % mais un spécimen porteur de nématodes Baylisascaris procyonis a été détecté en Floride en 2010, faisant du kinkajou un suspect possible dans une saprozoonose causant chez l'homme des lésions neurologiques irréversibles avec un risque létal élevé.
La cohabitation dans les hautes frondaisons du kinkajou avec le vecteur de la fièvre de Mayaro fait craindre son implication, moindre que celle des mammifères diurnes et donc plus exposés, dans la prochaine émergence d'une épidémie, du type chikungunya, en liaison avec l'expansion urbaine dans les zones déboisées.
La contagion de la leishmaniose, présente chez 14 % des kinkajous sauvages, est plus qu'improbable, la contamination par morsure de chien n'ayant elle-même jamais été observée. Celle par voie directe de la maladie de Chagas, quant à elle, ne concernerait que les consommateurs de viande de brousse très infectée ou mal cuite comme cela a été observé avec d'autres mammifères arboricoles, telles les sarigues.
En revanche le risque d'une nouvelle zoonose rabique, très hypothétique, impliquant des mammifères frugivores dont le kinkajou fait l'objet d'une veille sanitaire par le Centre pour le contrôle et la prévention des maladies d'Atlanta, qui est en liaison avec l'Institut Pasteur de la Guyane, dans l'éventualité plus d'une évolution biologique, du type s.r.a.s., de la variante spécifique du virus conduisant à un franchissement de la barrière des espèces que d'une contamination par cette variante, les symptômes de fièvre et de léthargie empêchant a fortiori de trouver dans la nature les animaux malades et d'en faire l'objet d'un trafic clandestin échappant à la surveillance vétérinaire.

### Conservation
Entre 2000 et 2005, les douanes des États-Unis avaient intercepté 107 kinkajous, soit 0,043 % des prises de mammifères.

#### Réserves naturelles
Les parcs nationaux de Tortuguero au Costa Rica et de Baru autour du volcan Chiriqui au Panama les ont déclarés espèces protégées. Ils profitent de la protection de la réserve de Barro Colorado, sur le canal de Panama, où est installé à demeure un laboratoire de l'Institut Smithsonien. Ils sont présents dans les parcs touristiques de Tikal au Guatemala, Henri Pittier (cordillère côtière inaccessible par voie terrestre) et de la cascade de l'Indien (frontière andine de San Cristobal) au Venezuela, de Manu et de Tambopata (province de Tambopata) au Pérou.
En revanche dans la station biologique du Beni en Bolivie et dans le parc touristique du volcan Pacaya au Guatemala, ils sont victimes de l'extension de l'habitat humain. Au Brésil, on les trouve encore dans la réserve indigène du parc national de Xingu et dans le parc de l'État du Tocantins à Canton.

#### Programmes de préservation

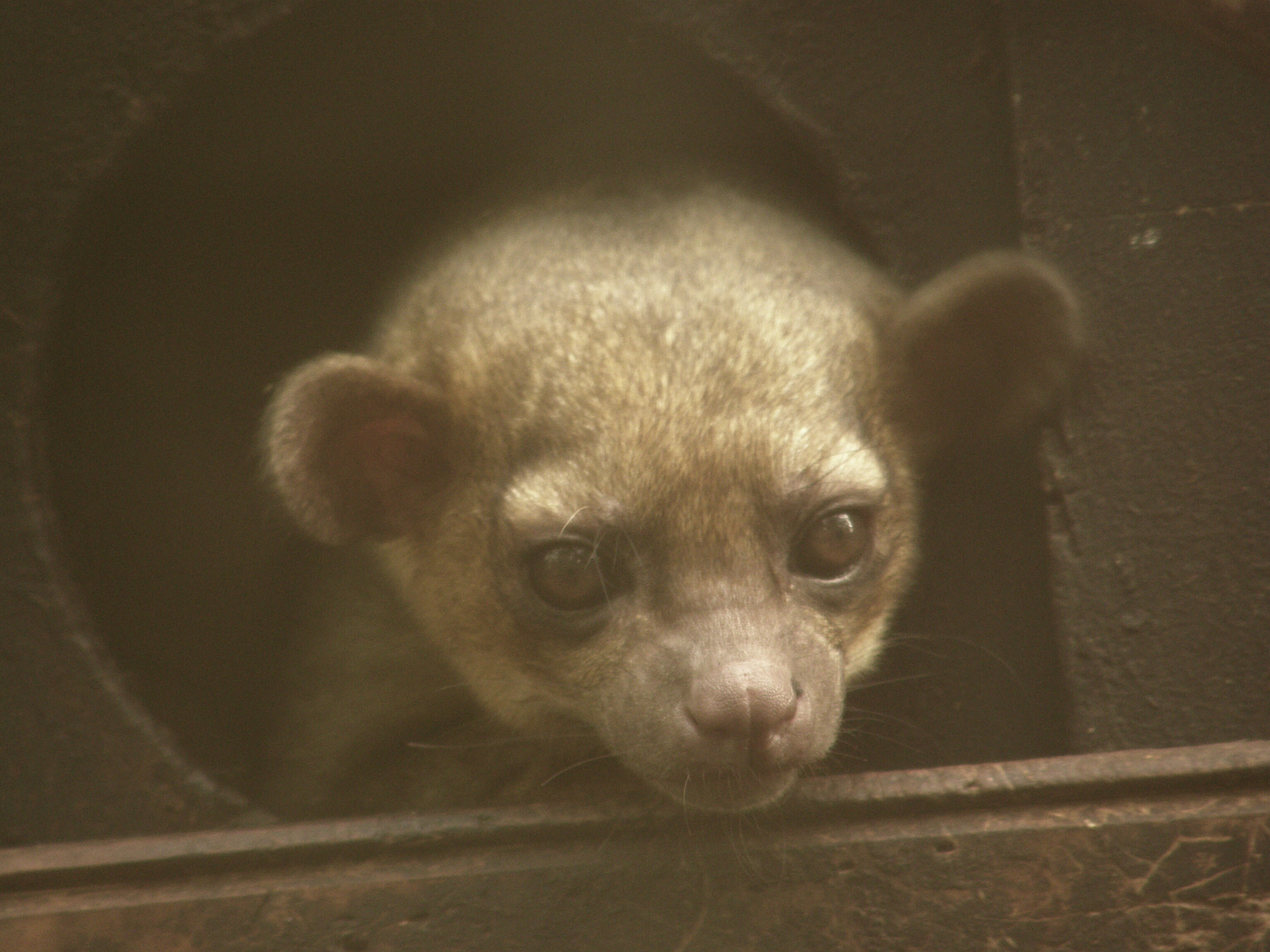
Détail de la tête - Zoo de Beauval, 2007.

En Guyane, ils bénéficient indirectement du plan de sauvegarde de la biodiversité au sein des réserves des Nouragues et Trésor. Les animaux interceptés par les douaniers ou recueillis blessés ou malades par les particuliers sont réintroduits dans la forêt de Kaw contiguë à cette dernière par le Centre de soins et de réhabilitation des mammifères sauvages ou dans leur forêt d'origine par l'hôpital vétérinaire du zoo de Macouria (entre Cayenne et Kourou).
Le kinkajou est intégré au programme d'acclimatation à la forêt atlantique de la Fondation du Parc zoologique de Sao Paulo et de sauvegarde de celle-ci par les États de Rio de Janeiro et d'Espirito Santo ainsi qu'aux programmes de conservation du zoo de Macouria en Guyane, du zoo municipal de Lille, du Parc zoologique national du Salvador, où étaient abrités sept spécimens en 2000 et, bien entendu, du parc zoologique de San Diego.

#### Campagnes de sensibilisation du public
Il l'est également aux programmes de sensibilisation à la sauvegarde des animaux d'Amérique centrale du parc zoologique Elmwood à Norristown en Pennsylvanie, de celle des animaux de la forêt humide du zoo de découverte de Sevierville dans le Tennessee, ainsi qu'aux présentations pédagogiques de la Ferme de Summerfield dans l'Illinois et à celles du zoo éducatif Emerson de Saint-Louis du Mississippi.

#### Lois de protection
Le caractère nocturne du kinkajou peut faire indûment croire à la rareté de l'espèce mais seules les populations du Honduras sont en voie d'extinction. C'est toutefois une espèce ménacée par la déforestation et la Convention de Washington des Nations unies, sans en interdire l'exportation à des fins scientifiques ou domestiques, engage à l'interdiction de sa commercialisation.
En France, elle figure à l'annexe II de la liste des espèces protégées et est régie par le décret du 25 novembre 1977 (pénalisation de l'achat, de la vente, de la naturalisation de l'animal même déjà mort) mais l'article 2 de l'arrêté ministériel du 15 mai 1986 en a autorisé de nouveau la chasse, pour la seule Guyane, seule l'exportation y restant interdite, ce en dehors des trois quarts du territoire départemental constitués en réserve naturelle où l'espèce reste protégée.

### Captivité
Le zoo municipal de Chapultepec de Mexico participe à la lutte contre le trafic de kinkajous.
C'est presque exclusivement en Amérique du Nord que les zoos montrent les kinkajous (Sacramento, Atascadero, Duluth, Sault Sainte Marie, Alexandrie de Louisiane, Palm Beach, Virginia Beach, Washington, New York, Calgary, Veracruz et Belize) ainsi qu'à Londres

### Apprivoisements et neurasthénie
Ce n'est pas un bon animal de compagnie même si on le trouve à la vente sur les marchés dans quelques pays et sur internet. Il est adorable quand il est jeune. Il est facilement apprivoisable et adore les enfants. Cependant, un milieu inadapté, la séparation de ses congénères, une vie nocturne incompatible avec celle des humains et surtout une alimentation impossible à équilibrer en captivité le rendent de nature imprévisible, et, en vieillissant, l'animal captif peut en venir de manière erratique à attaquer et blesser l'humain comme cela est arrivé à Mexico à une passagère avec un animal évadé et à un gardien du zoo de Londres qui a perdu trois doigts infectés par une morsure. Pour ces raisons, il arrive que les animaux capturés s'échappent et le plus souvent ils sont abandonnés au bout de quelques années.
Visible dans les terrarium de nombreux zoos d'Amérique du Nord (cf. liste infra), son aspect attendrissant de Wickelbär comme disent les Allemands, c'est-à-dire d'« ourson accroché » (tel un bébé), en fait l'objet d'une mode exposant leurs propriétaires, telle Paris Hilton, aux morsures et au risque tétanique.

## Aspects culturels

### Croyances
Dans les traditions nahuas et mayas, le kinkajou, animal attirant et nocturne, étrange et plutôt inoffensif, est considéré comme le gardien du sommeil des enfants et son dessin se retrouve souvent encore de nos jours brodé sur les couvertures de bébés.
Cette représentation emblématique d'un lien entre le monde de la nuit et les hommes se retrouve dans la mythologie commune aux peuples du haut bassin amazonien, Amejimínaa, Bora, Uitoto, Andoques, Yucuna, Matapi, Tanimuka, Letuama, Macuna, Dessana, Ticuna, divers par les langues mais unis par une κοινε tupi, la lingua geral, qui pratiquent ou pratiquaient durant un festin annuel, une beuverie rituelle. Des danses masquées, qui se terminent comme dans le Mexique ancien par un jeu de balle, y célèbrent le combat civilisateur entre le héros, équivalent de l'ogre Jurupari des Tupis, et son double gémellaire que la femelle kinkajou a conçus simultanément au cours de ses rapports incestueux avec ses frères douroucoulis et de son mariage avec le Soleil. Celle-ci est un personnage épique qui se fait chasser puis manger par son fils ignorant, tel Œdipe, qu'il s'agit de sa mère. Elle figure dans les motifs des poteries, pétroglyphes et pendentifs andins de la région amont du Nariño, où 93 % des pièces archéologiques datées de - 500 à 1500 représentent cette kinkajou femelle, ainsi que dans ceux des céramiques de la côte nord de l'Équateur (tête de kinkajou Tumaco, statuettes zoomorphes (page 82), etc.). Dans la cosmogonie correspondante, elle est symbolisée par l'étoile du matin qui fait naître le jour mais, qui, étoile du soir, fait aussi se lever Orion, constellation qui a la particularité sous ces latitudes de parcourir la nuit, presque à cheval sur l'axe équatorial, le trajet que le Soleil suit le jour comme un double nocturne de celui-ci.
Cette ambiguïté mêlée de crainte des singes, auxquels sont associés le kinkajou, conçus comme une humanité dégénérée par des mœurs incestueuses et, pour les Cablocos, sodomites, se retrouve plus à l'est dans les danses rituelles des Tupis Oyampis au cours desquelles, selon leur cosmogonie en trois étages, les bâtons virilement plantés dans la terre, comme pour semer les graines d'où sortiront les arbres fruitiers, assurent la position des étoiles dans le ciel. Le kinkajou, animal nocturne aux longues canines qui habite dans les trous des arbres fruitiers, y est identifié au monstre sanguinaire Jupara qui habite le monde souterrain avec les vers de terre et le démon Tipiikwe.
L'ambivalence de l'allégorie du kinkajou est récurrement rapportée au gré des observations des ethnologues, tantôt mauvais présage pour les Urubu ou les Hixkaryana, tantôt divinité déchue devenue un monstre cannibale pour les Campa ou, pour les Makiritaré, un Prométhée ayant apporté le premier manioc. Elle est résumée dans le mythe des Oyampis que les kinkajous sont des humains tombés accidentellement dans l'envers souterrain de ce monde.

### Dans la fiction
Le personnage principal du film d'animation musical sorti en 2021 Vivo est un kinkajou mâle qui donne son nom au film,.